# Karnin (Lubusz)
Pour les articles homonymes, voir Karnin.
Karnin (prononciation : [ˈkarnin]) est un village polonais de la gmina de Deszczno dans le powiat de Gorzów de la voïvodie de Lubusz dans l'ouest de la Pologne.
Il se situe à environ 4 kilomètres au nord-ouest de Deszczno (siège de la gmina) et 6 kilomètres au sud de Gorzów Wielkopolski (siège du powiat).
Le village comptait approximativement une population de 280 habitants en 2006.

## Histoire
Avant 1945, ce village était sur le territoire allemand. (voir Évolution territoriale de la Pologne)
De 1975 à 1998, le village appartenait administrativement à la voïvodie de Gorzów.

Depuis 1999, il appartient administrativement à la voïvodie de Lubusz.